# Lars Kraume
Pour les articles homonymes, voir Kraume.
Lars Kraume est un réalisateur, scénariste et producteur allemand né le 24 février 1973 à Chieti (Italie).

## Carrière
Kraume a réalisé de nombreuses productions télévisées, dont plusieurs épisodes de la série policière Tatort et sa propre mini-série policière Dengler. Son long métrage The People vs. Fritz Bauer a reçu neuf nominations aux Deutscher Filmpreis, comprenant celui du meilleur film, du meilleur réalisateur, du meilleur scénario, du meilleur acteur de soutien, du meilleur design de costumes et du meilleur design de production,. Le dernier film de Lars Kraume, La révolution silencieuse, une histoire vraie sur un groupe de jeunes DDR dont la protestation en solidarité avec la révolution hongroise de 1956 est devenue mondiale après avoir été interrogés et dénoncés par le gouvernement est-allemand, a été distribué par StudioCanal en 2018.
Kraume a collaboré avec certains des acteurs et actrices les plus célèbres d'Allemagne, notamment Martina Gedeck, Lars Eidinger, Florian Lukas, Burghart Klaußner et Ronald Zehrfeld, ainsi que la dernière performance de Wolfgang Büttner pour le premier film de Kraume, Dunckel.

## Filmographie
- 2001 :  Viktor Vogel, directeur artistique (Viktor Vogel - Commercial Man) (réalisateur et scénariste)
- 2005 :  Keine Lieder über Liebe (réalisateur et scénariste)
- 2007 :  Berlin Brigade Criminelle (KDD - Kriminaldauerdienst) - 4 épisodes (réalisateur et scénariste)
- 2010 :  Les Jours à venir (Die kommenden Tage) (réalisateur et scénariste)
- 2013 :  Mes sœurs (Meine Schwestern) (réalisateur et producteur)
- 2015 :  Trouble-fête (Familienfest) (réalisateur)[4]
- 2015 :  Fritz Bauer, un héros allemand (Der Staat gegen Fritz Bauer) (réalisateur et scénariste)
- 2018 :  La Révolution silencieuse (Das schweigende Klassenzimmer) (réalisateur et scénariste)
- 2019 :  Bauhaus - Un temps nouveau (Die Neue Zeit) (réalisateur et scénariste)
- 2023 :  L'Homme mesuré (Der vermessene Mensch) (réalisateur et scénariste)
- 2023 :  Die Unschärferelation der Liebe (réalisateur et scénariste)[5]